# Союз Джорджа Вашингтона
Союз Джорджа Вашингтона (англ. The George Washington Union of Freemasons of North America) — либеральное масонское послушание США, в котором состоят мужчины и женщины.

## История
В 1976 году, французские масоны, члены ложи «l’Atlandide» Великого востока Франции, решили создать в Нью-Йорке, с американскими братьями, членами регулярной ложи, ложу либерального направления в США, и принять принцип абсолютной свободы совести.
Ложа «Джордж Вашингтон» № 1 получила хартию от Великого востока Франции 16 августа 1977 года. Создание и инсталляция прошли на национальном конвенте Великого востока Франции в сентябре 1978 года.

## Принципы
Союз Джорджа Вашингтона (СДВ) основывался на Конституции Андерсона 1723 года. Тем не менее, современная организация придерживается моральных ценностей, разделяемых всеми мужчинами и женщинами доброй воли и признающими абсолютную свободу совести.
Каждая ложа является суверенной в выборе ритуала, языка на котором проводятся собрания, а также во имя чего открываются и проводятся масонские труды (Во славу «Великого Архитектора Вселенной» или «Во имя Всемирного масонства»). Они суверенны в выборе Книги священного закона, которая присутствует на алтаре клятв (Библия или другая книга).
Ложи в СДВ работают по Французскому уставу или по Древнему и принятому шотландскому уставу. Исходя из последнего устава были выбраны принципы организации.

## Места
Союз Джорджа Вашингтона находится в США в четырёх городах: в Вашингтоне, Чикаго, Лос-Анджелесе, Сан-Франциско; в Канаде — в Монреале.

## Участие во внешних организациях
Союз Джорджа Вашингтона поддерживает братские отношения с внешними международными либеральными организациями и особенно с Великим востоком Франции.
Союз Джорджа Вашингтона является членом нескольких международных масонских организаций:
- CLIPSAS (с 1979 года)
- SIMPA